# Homalothecium philippeanum
Homalothecium philippeanum är en bladmossart som beskrevs av W. P. Schimper in B.S.G. 1851. Homalothecium philippeanum ingår i släktet lockmossor, och familjen Brachytheciaceae. Inga underarter finns listade i Catalogue of Life.

## Bildgalleri

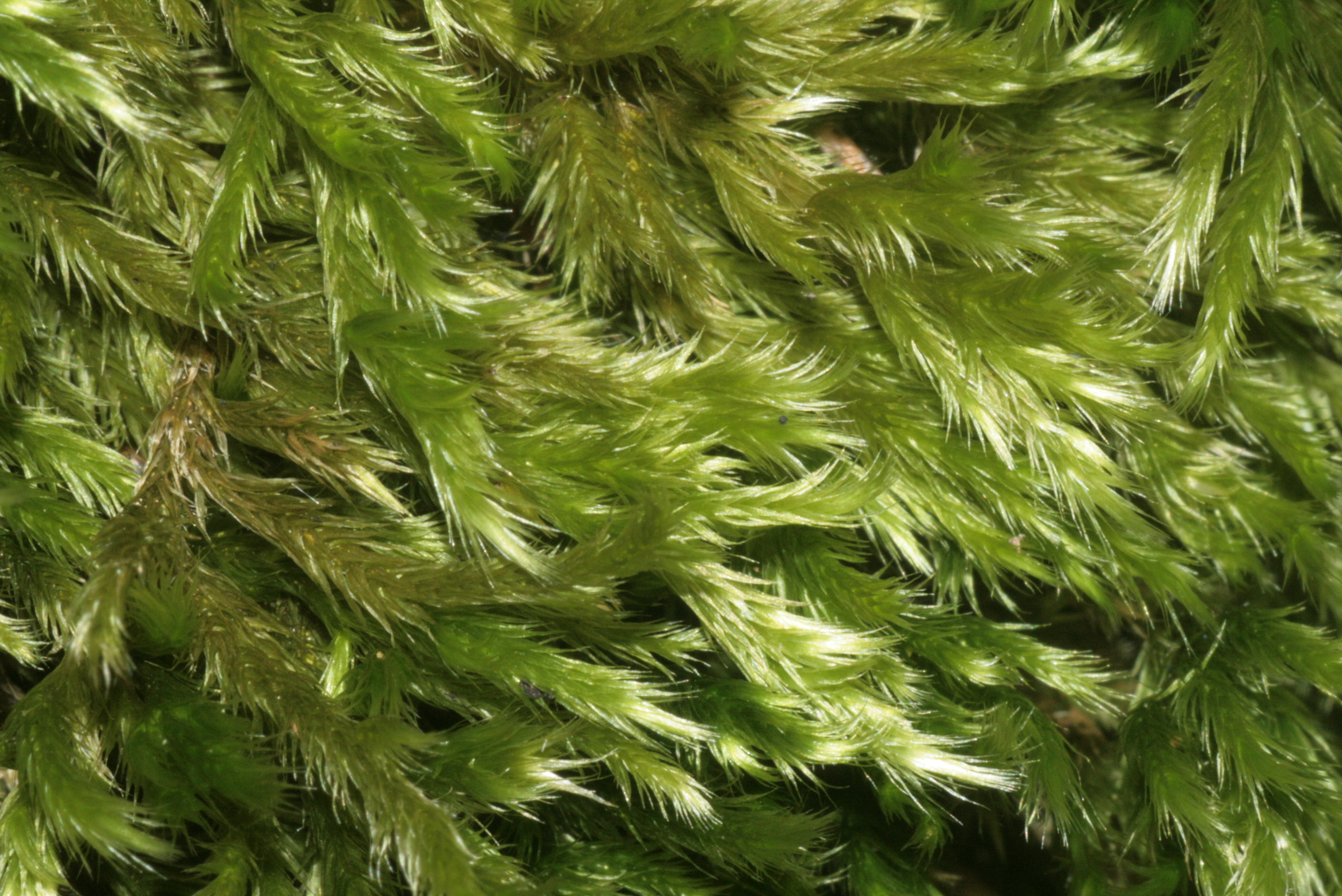
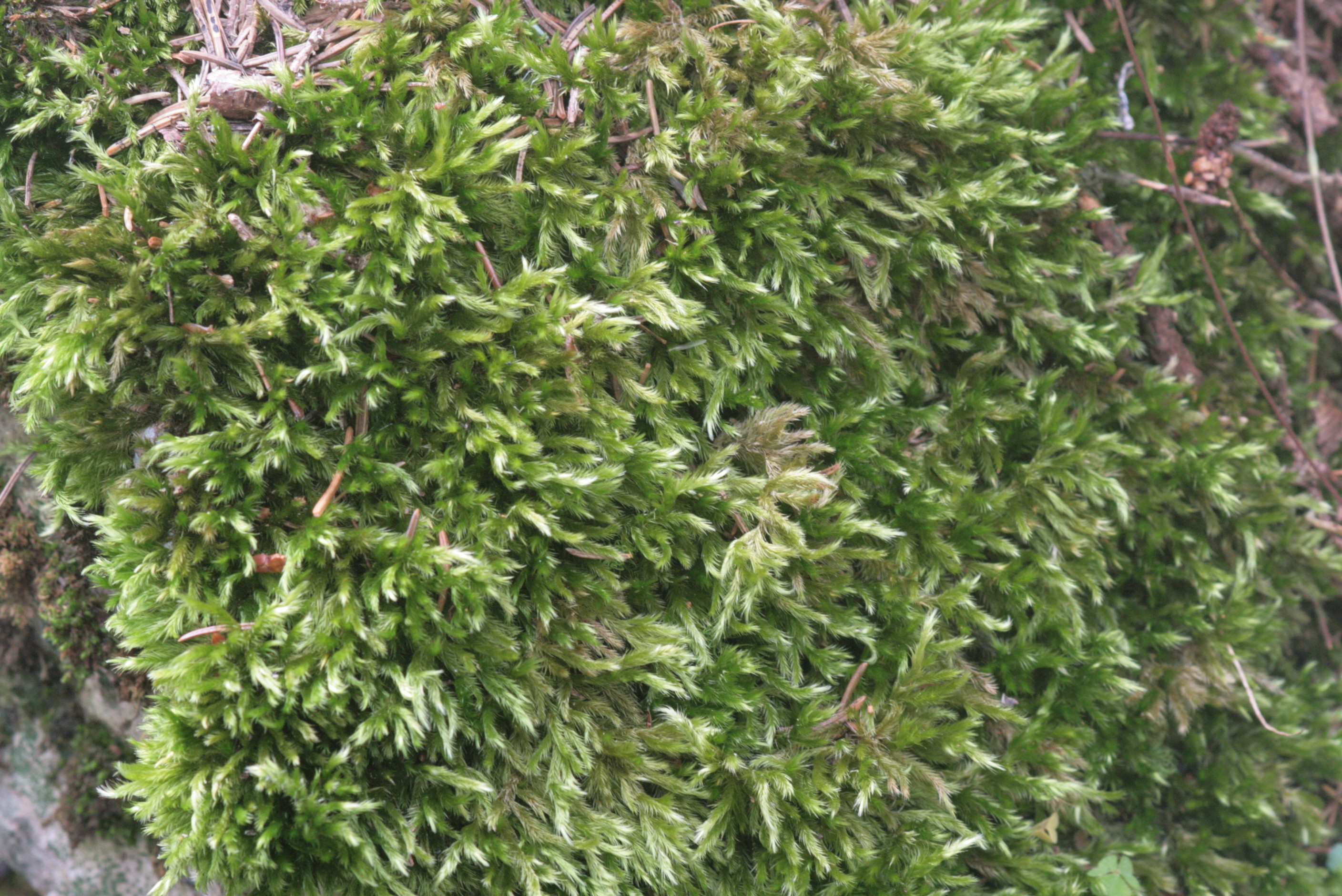
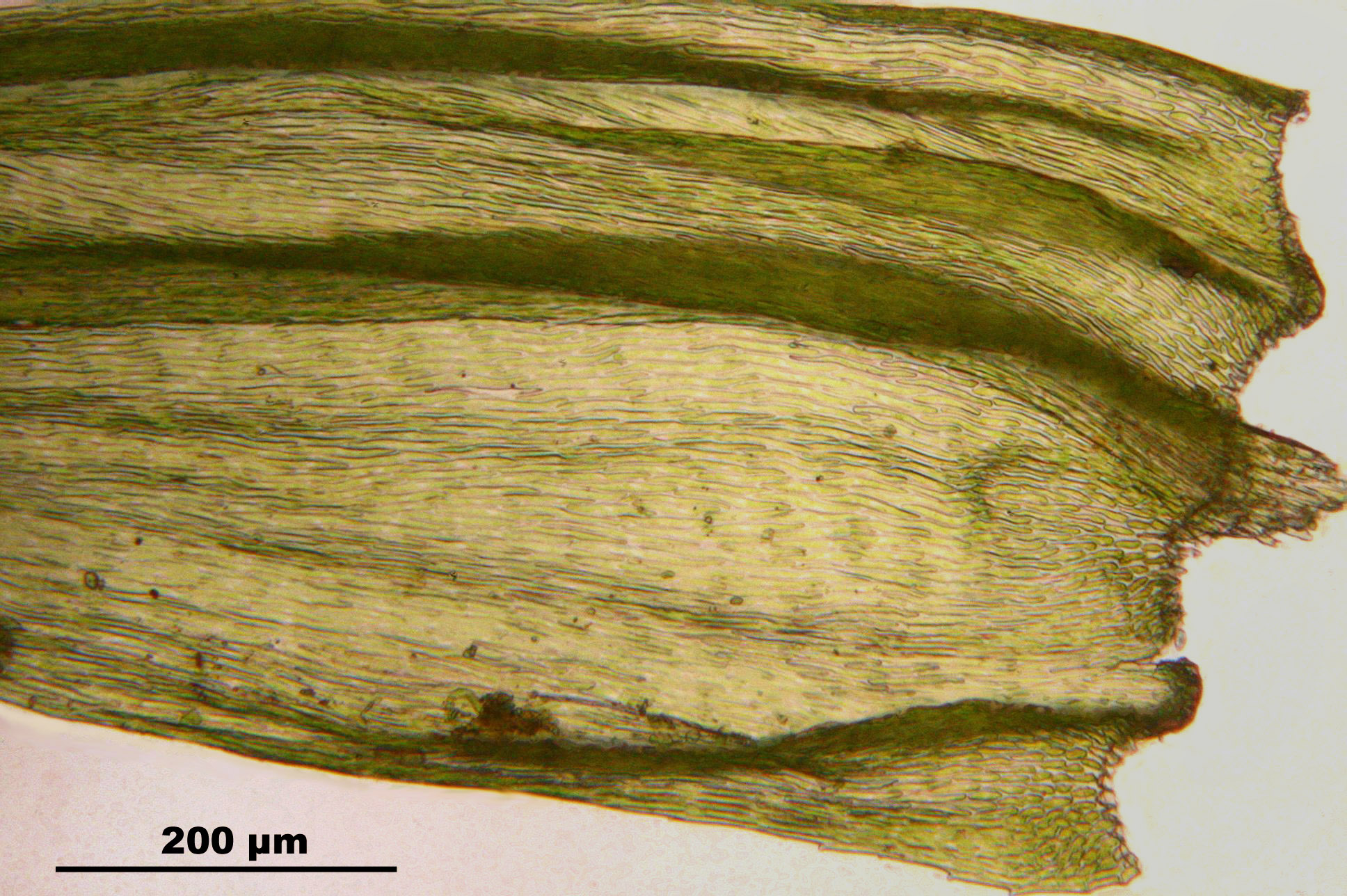
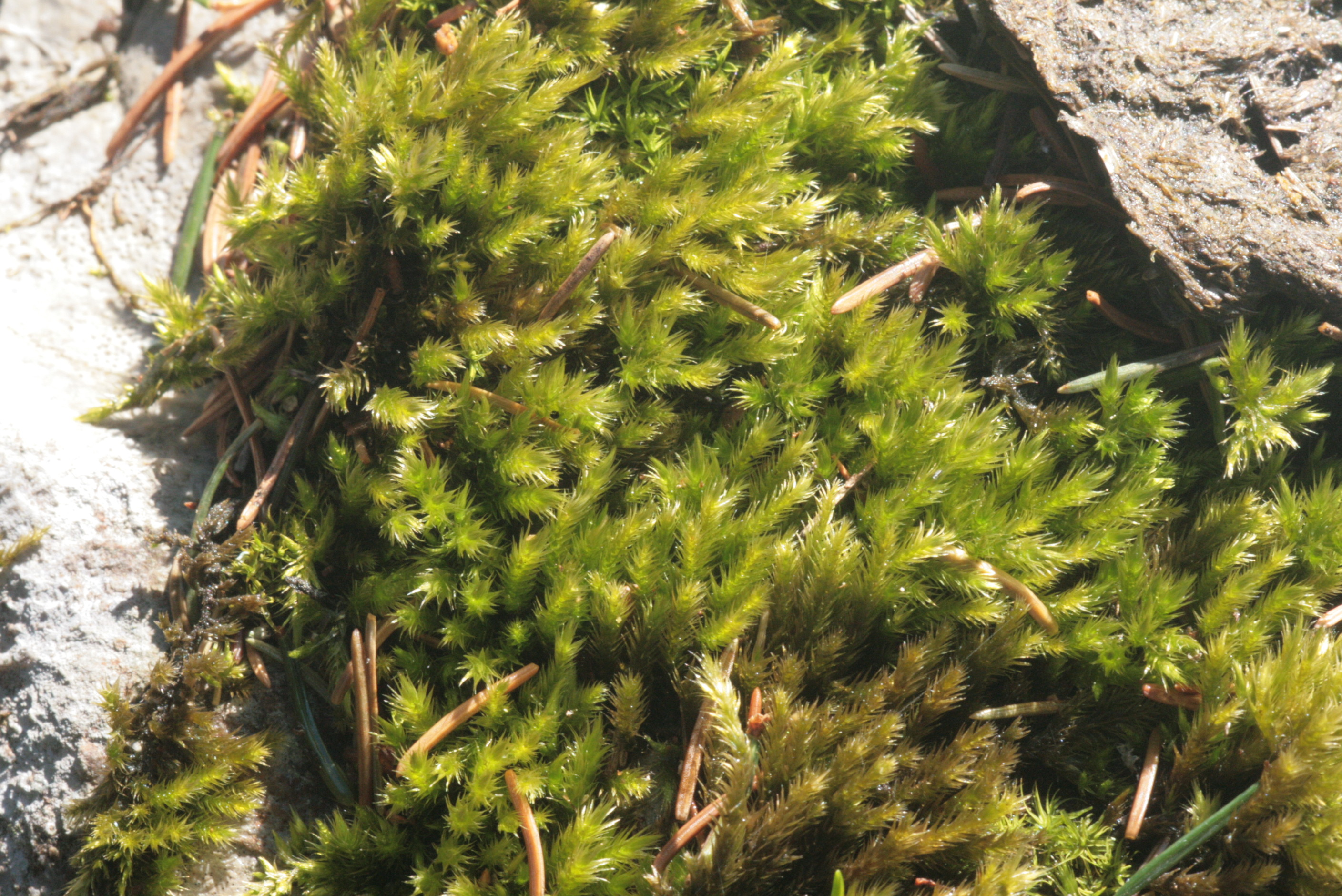